# Badia de Palma
La badia de Palma és una badia que es troba al sud-oest de l'illa de Mallorca. Està formada per la costa dels termes municipals de Palma (tota), i de Calvià i Llucmajor, parcialment. Està limitada per l'oest pel cap de Cala Figuera, i per l'est pel cap Blanc. Ocupa una extensa superfície d'aproximadament 26.000 Ha, 260 km², i és considerada una de les badies més belles del món. A la seva zona oest, entre el cap de Cala Figuera i Portopí, la costa és rocallosa d'altituds moderades i baixes, i molt retallada, amb nombroses cales i platges petites, i constitueix el límit meridional de la serra de Tramuntana. El fons de la badia comprèn l'àrea entre Portopí i Son Verí, i, com sol succeir sempre als fons de les badies, es correspon amb costa baixa i arenosa, amb extensos arenals i prats terra endins. La costa est de la badia, entre Son Verí i el Cap Blanc, s'eleva suaument fins a assolir penya-segats imponents que superen els 100 metres de tall vertical, en una costa molt alta i sense cap refugi important.
L'any 2019 es van trobar, davant de Can Pastilla, les restes d'un vaixell romà que va enfonsar-s'hi feia 1.700 anys a causa d'un accident. Aquest duia vi, oli o salses de peix des del sud de la península Ibèrica en direcció a Roma, i se'n van poder rescatar cent àmfores segellades i molt ben conservades, que van ser acollides al Museu de Mallorca per al seu tractament. Aquesta troballa formava part de la primera excavació arqueològica submarina a l'illa, coordinada per un equip d'arqueòlegs.

## Navegació
Les aigües de la badia de Palma solen oferir una navegació tranquil·la amb la majoria de vents. Només es veu assotada pels temporals de llebeig, relativament freqüents a l'hivern i que hi poden provocar destrosses importants, ja que són vents amb molt de recorregut marítim que alcen un onatge important que penetra fins al fons de la badia. Així i tot, la costa ofereix nombrosos refugis naturals i igualment hi ha nombrosos ports. Els ports que es poden trobar a la badia de Palma són, de ponent a llevant, els següents:
- Portals Vells, petit port per a embarcacions de fins a 9 metres d'eslora.
- Club Nàutic de Palmanova, no aconsellable per a embarcacions de més de 9 metres d'eslora.
- Portals Nous, club nàutic amb tots els serveis per a qualsevol mena d'embarcació.
- Port de Cala Nova, on se situa l'escola nacional de vela.
- Port de Palma, principal port de les Illes Balears, amb tots els serveis d'un port d'aquestes característiques.
- El Portitxol, gestionat, com el port de Palma, per l'Autoritat Portuària de Balears, de menors dimensions que el port de Palma però amb tots els serveis.
- El Caló d'en Rigo, al Molinar, de dimensions reduïdes. Acull el Club Marítim Molinar de Llevant.
- Club nàutic de Cala Gamba, per a embarcacions de fins a 10 metres d'eslora.
- Club nàutic de Can Pastilla, amb tots els serveis.
- Club nàutic de s'Arenal, un dels clubs nàutics amb més capacitat de l'illa.

Pel que fa a la senyalització, la badia de Palma està ben abalisada pels fars del Cap de Cala Figuera, de Portopí i del Cap Blanc.
Com a caps i cales més destacats de la badia, destaquen, de ponent a llevant, els següents accidents geogràfics:

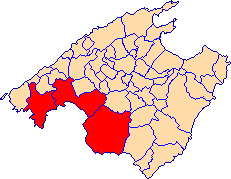
Municipis que envolten la badia de Palma

Dins el terme municipal de Calvià:
- Cala Figuera
- Portals Vells
- Cala Falcó
- Cala Vinyes
- Illot del Sec
- Magaluf
- Illa de la Porrassa
- Punta de la Porrassa
- Platja de Son Maties
- Cala Blanca
- La Punta Negra
- Illa d'en Sales
- Cala Portals Nous
- Bendinat
- Illa de la Torre
- Illa de la Caleta
- Platja d'Illetes

Dins el terme municipal de Palma:
- Cala Nova
- Cala Major
- Portopí
- Platja de Can Pere Antoni
- Cala Gamba
- Illot de la Galera
- Cala Estància
- L'Arenal

Dins el terme municipal de Llucmajor:
- Cala Mosques
- Cap Enderrocat
- Cap de Regana
- Cap Roig
- Cap Blanc

## Presència humana
La badia és l'àrea més fortament poblada de Mallorca, ja que concentra més de la meitat de la població total de l'illa. Ha patit fortament processos d'urbanització que l'han convertida en una costa massificada, sovint clar exponent de la balearització, i gran part de la seva línia costanera es troba sobreexplotada (en són exemples clars les zones de Magaluf i la platja de Palma). Així i tot, encara conserva paratges prou despoblats entre el cap de Cala Figuera i Cala Vinyes, i entre el cap de Regana i el cap Blanc. A més, el fet que la capital de l'illa es trobi al fons d'aquesta badia encara li dona més rellevància econòmica i humana.
La badia ja estava poblada en temps dels romans, que hi fundaren la ciutat de Palma.

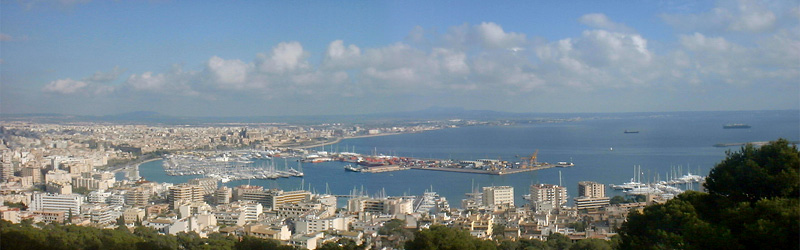
Vista de la badia des del Castell de Bellver.